# Grønhøj von Rugballe

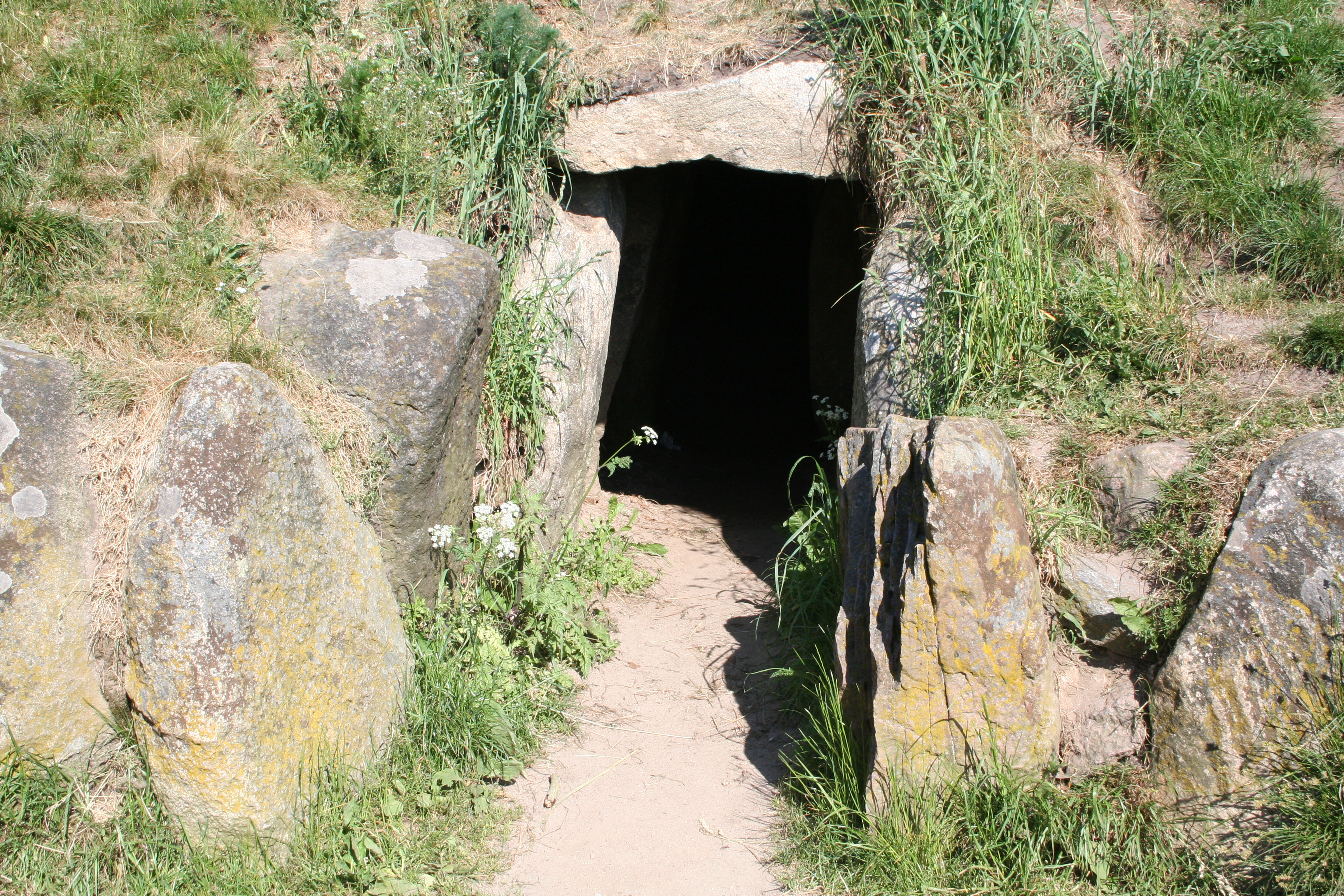
Eingangsbereich

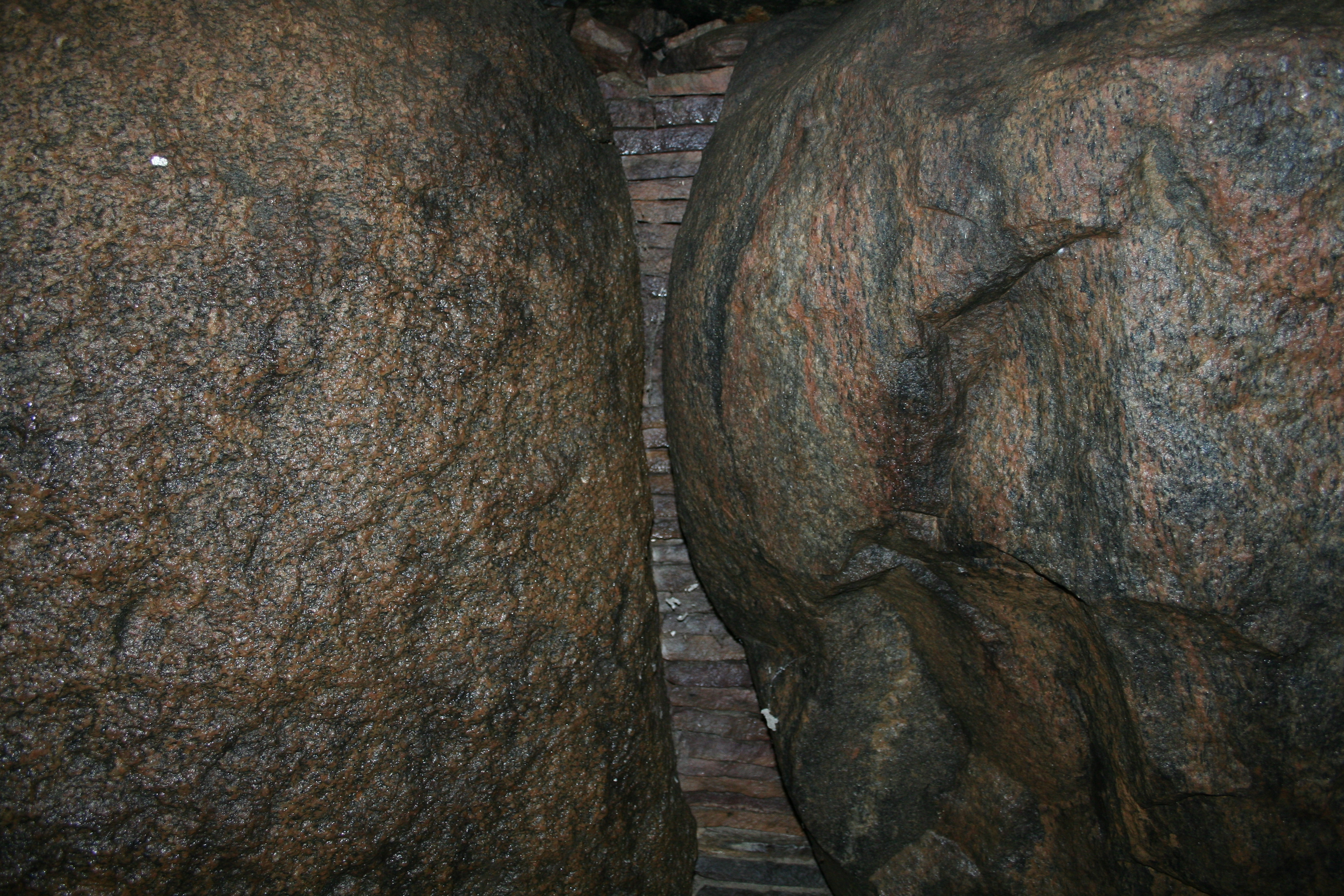
Wandsteine und Zwischenmauerwerk im Kammerinneren

Das Ganggrab Grønhøj von Rugballe (nach dem in der Nähe liegenden Herrenhaus auch Rugballegaard genannt) ist ein gut restauriertes Ganggrab westlich von Horsens und südwestlich des Bygholm Sees (dänisch Bygholm Sø) in Jütland in Dänemark. Das Großsteingrab stammt aus der Jungsteinzeit etwa 3500–2800 v. Chr. und ist eine Megalithanlage der Trichterbecherkultur (TBK). Das Ganggrab (dänisch Jættestue) ist eine Bauform jungsteinzeitlicher Megalithanlagen, die aus einer Kammer und einem baulich abgesetzten, lateralen Gang besteht. Diese Form ist primär in Dänemark, Deutschland und Skandinavien, sowie vereinzelt in Frankreich und den Niederlanden zu finden. Neolithische Monumente sind Ausdruck der Kultur und Ideologie neolithischer Gesellschaften. Ihre Entstehung und Funktion gelten als Kennzeichen der sozialen Entwicklung.

## Beschreibung
Der runde Grabhügel des 1940 ausgegrabenen Ganggrabes Grønhøj hat etwa 20 m Durchmesser und ist 2,75 m hoch. Der Erdhügel wird von 60 etwa 1,0 m hohen Randsteinen eingefasst. Der etwa vier Meter lange Zugang zur Kammer liegt im Südosten. Er ist etwa 1,0 m hoch 0,7 m breit, und besteht aus vier Tragsteinen auf der Südwest- und drei auf der Nordostseite. Der Gang wird von drei Decksteinen bedeckt. Die Kammer besteht aus acht Trag- und zwei Decksteinen. Sie misst etwa 3,5 × 2,75 m und ist zwischen 1,5 und 1,7 m hoch. Die Räume zwischen den Orthostaten der Kammer und des Ganges sowie die Lücken zwischen den Randsteinen des Hügels sind mit Zwischenmauerwerk ausgefüllt.